# Kalsar Tugaon, Bhalki
Kalsar Tugaon là một làng thuộc tehsil Bhalki, huyện Bidar, bang Karnataka, Ấn Độ.